# Федоровская (Шенкурский район)
Фёдоровская — деревня в Шенкурском районе Архангельской области. Входит в состав муниципального образования «Ровдинское».

## География
Деревня расположена в южной части Архангельской области, в таёжной зоне, в пределах северной части Русской равнины, в 65 километрах на юг от города Шенкурска, на левом берегу реки Суланда, притока Пуи. Ближайшие населённые пункты: на западе, на противоположенном берегу реки, посёлок Плёсо.
Часовой пояс
Фёдоровская, как и вся Архангельская область, находится в часовой зоне МСК (московское время). Смещение применяемого времени относительно UTC составляет +3:00.

## Население
| 2002 | 2010 | 2012 |
| ---- | ---- | ---- |
| 10   | ↗13  | ↘10  |

## История
Указана в «Списке населённых мест по сведениям 1859 года» в составе Шенкурского уезда(1-го стана) Архангельской губернии под номером «2093» как «Өедоровская». Насчитывала 5 дворов, 21 жителя мужского пола и 35 женского.
В «Списке населенных мест Архангельской губернии к 1905 году» деревня Федоровская(Большое Плесо) насчитывает 17 дворов, 75 мужчин и 62 женщины.  В административном отношении деревня входила в состав Суландского сельского общества Ровдинской волости.
На 1 мая 1922 года в поселении 29 дворов, 58 мужчин и 82 женщины.